# Marina Znak
Marina Znak (Марина Николаевна Знак), född den 17 maj 1961 i Berlin i Tyskland, är en vitrysk roddare.
Hon tog OS-brons i åtta med styrman i samband med de olympiska roddtävlingarna 1996 i Atlanta.